# Desa Sindangkempeng (administrativ by i Indonesien, lat -6,81, long 108,50)
Desa Sindangkempeng är en administrativ by i Indonesien.   Den ligger i provinsen Jawa Barat, i den västra delen av landet, 190 km öster om huvudstaden Jakarta.